# Herminia violacealis
Herminia violacealis är en fjärilsart som beskrevs av Otto Staudinger 1892. Herminia violacealis ingår i släktet Herminia och familjen nattflyn. Inga underarter finns listade i Catalogue of Life.